# Summa
Summa este o companie de construcții din Turcia.
Compania își desfășoară activitatea în toată lumea, fiind foarte activă în țările din CSI și în Europa de Est, în special în țări precum România, Ucraina, Moldova și Turcia, executând toate tipurile de proiecte de construcții la cheie și de dezvoltare în domeniul imobiliar.
În anul 2005, compania a fost cotată în Topul internațional al primelor 225 companii de construcții și în Topul 200 al companiilor internaționale de design.

## Summa în România
Compania este prezentă în România din anul 2000 și a construit clădirile de birouri Bucharest Corporate Center, Millennium Business Center, North Gate Business Center și centrul comercial Plaza Romania.
Cifra de afaceri în 2006: 53,7 milioane euro